# Helminthoglypta
Helminthoglypta är ett släkte av snäckor. Helminthoglypta ingår i familjen Helminthoglyptidae.

## Bildgalleri

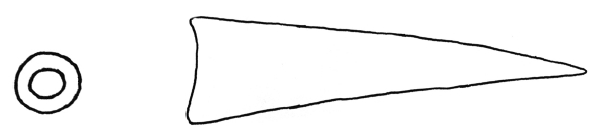
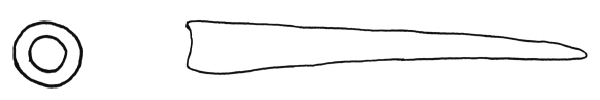

## Dottertaxa tillHelminthoglypta, i alfabetisk ordning[1]
- Helminthoglypta allyniana
- Helminthoglypta allynsmithi
- Helminthoglypta arrosa
- Helminthoglypta avus
- Helminthoglypta ayresiana
- Helminthoglypta benitoensis
- Helminthoglypta berryi
- Helminthoglypta californiensis
- Helminthoglypta callistoderma
- Helminthoglypta carpenteri
- Helminthoglypta caruthersi
- Helminthoglypta coelata
- Helminthoglypta concolor
- Helminthoglypta contracostae
- Helminthoglypta crotalina
- Helminthoglypta cuyama
- Helminthoglypta cuyamacensis
- Helminthoglypta cypreophila
- Helminthoglypta diabloensis
- Helminthoglypta dupetithouarsii
- Helminthoglypta edwardsi
- Helminthoglypta euomphalodes
- Helminthoglypta exarata
- Helminthoglypta expansilabris
- Helminthoglypta fairbanksi
- Helminthoglypta ferrissi
- Helminthoglypta fieldi
- Helminthoglypta fisheri
- Helminthoglypta fontiphila
- Helminthoglypta graniticola
- Helminthoglypta greggi
- Helminthoglypta hertleini
- Helminthoglypta inglesi
- Helminthoglypta isabella
- Helminthoglypta jaegeri
- Helminthoglypta liodoma
- Helminthoglypta mailliardi
- Helminthoglypta micrometalleoides
- Helminthoglypta milleri
- Helminthoglypta mohaveana
- Helminthoglypta montezuma
- Helminthoglypta napaea
- Helminthoglypta nickliniana
- Helminthoglypta orina
- Helminthoglypta petricola
- Helminthoglypta phlyctaena
- Helminthoglypta piutensis
- Helminthoglypta proles
- Helminthoglypta reediana
- Helminthoglypta salviae
- Helminthoglypta sanctaecrucis
- Helminthoglypta sequoicola
- Helminthoglypta similans
- Helminthoglypta sonoma
- Helminthoglypta stageri
- Helminthoglypta stiversiana
- Helminthoglypta talmadgei
- Helminthoglypta taylori
- Helminthoglypta tejonis
- Helminthoglypta thermimontis
- Helminthoglypta traskii
- Helminthoglypta tudiculata
- Helminthoglypta tularensis
- Helminthoglypta umbilicata
- Helminthoglypta uvasana
- Helminthoglypta walkeriana
- Helminthoglypta waltoni
- Helminthoglypta vasquezi
- Helminthoglypta venturensis
- Helminthoglypta willetti